# Митридат II (царь Понта)
Митридат II (др.-греч. Mιθριδάτης) — царь Понта, правивший ок. 250 до н. э. — ок. 210 до н. э.
Митридат был сыном царя Ариобарзана. Он стал союзником Селевкидов, взяв сестру Селевка II себе в жены. В свою очередь он выдал свою дочь Лаодику за Антиоха III Великого. Однако в так называемой «Войне братьев», Митридат поддерживал Антиоха Гиеракса против Селевка. В 227 до н. э. (или 220 до н. э.) на острове Родос произошло крупное землетрясение. Митридат и его жена, узнав об этом, послали туда благотворительную помощь жителям.

## Семья
Лаодика родила Митридату II трёх детей: Лаодику III, Лаодику Понтийскую и Митридата III.